# جیجی ردر
جیجی ردر (ایتالیایی: Gigi Reder؛ ۲۵ مارس ۱۹۲۸ – ۸ اکتبر ۱۹۹۸) بازیگر اهل ایتالیا بود. 
از فیلم‌ها یا برنامه‌های تلویزیونی که وی در آن نقش داشته است، می‌توان به کشور زیبا، دوران کودکی، حرفه و نخستین تجربه جاکومو کازانووا، اهل ونیز، رو به جلو… حرکت!، در آخرین لحظه، عالیجناب با معشوقه‌اش زیر تخت، فانتوتزی، به من میگن بولدوزر، ایستگاه آخر، دختر خوشگل رم، آنا از بروکلین، ساخت ایتالیا، سرتاسر طنز، زن کولی، کافه اکسپرس و فروشگاه بزرگ اشاره کرد.